# Sveti Stefan
Sveti Stefan (ćir. Свети Стефан) je gradsko naselje u općini Budva, Crna Gora.
Podrijetlo naziva je u crnogorskom obliku imena Svetog Stjepana Prvomučenika.
Otočić Sveti Stefan je danas s kopnom povezan uskom prevlakom. Ovaj otok predstavlja najluksuznije ljetovalište u Crnoj Gori i jedno od najluksuznijih ljetovališta na Jadranskom moru.

## Povijest
Prema predaji, na otoku Sveti Stefan sagrađena je utvrda 1442. godine, kada je i naseljena prvim stanovnicima. Utvrda je bila opasana zidinama da bi se u njemu mogle sklanjati obitelji iz okolnih mjesta pred najezdom Turaka i pirata. Po legendi, naselje je nastalo nakon pobjede paštrovićevskog oružanog odreda nad posadama turskih galija, a od zarobljenog plijena podignuta je tvrđava, s po jednom kućom za svako od dvanaest paštrovskih plemena. Na Svetom Stefanu, na balkonu iznad ulaznih vrata, paštrovski sud je desetljećima dijelio pravdu i rješavao sporove, pa je ono nazvano "mjesto od pravde".
Na Svetom Stefanu se nalaze tri manje crkve: crkva Sveti Stefan, po kojoj je otok dobilo ime, a nalazi se na najuzvišenijem dijelu otoka; crkva Aleksandra Nevskog, a najmanja, posvećenja Preobraženju, nalazi se na samom ulazu u gradić, koji je uskim nasipom spojen s kopnom.
Zbog svog pogodnog položaja Sveti Stefan je bio trgovinski i prometni centar Paštrovića. Bio je iznimno strategijski i trgovački značajan u vrijeme Mletačke Republike i žive trgovine s Venecijom. Mjesto je počelo lagano gubiti na značaju krajem 19. stoljeća, kada se stanovništvo, mahom ribarsko, počelo iseljavati. Potpuno iseljavanje izvršeno je 1955. godine, kada je otok u cijelosti uređen i pretvoren u "grad-hotel". Ulice, zidovi, krovovi, pročelja kuća, zadržale su prvotni oblik, a unutrašnjost kuća dobila je najsuvremeniji hotelski komfor. Jedna od vila, smještena uz samu obalu prevlake koja otok povezuje s kopnom, Villa „Montenegro“, nagrađena je 2006. godine prestižnom "Five Stars Diamond" nagradom koju dodeljuje američka Akademija ugostiteljskih znanosti za vrhunsku kvalitetu usluga.
Među poznatim osobama i državnicima koji su boravili na Svetom Stefanu su brojni sovjetski maršali: Semjon Timošenko, Andrej Antonovič Grečko, Ivan Jakubovski, književnici André Malraux, Alberto Moravia, sovjetski kozmonauti predvođeni Gagarinom, grčki skladatelj Mikis Theodorakis, filmske zvijezde: Sofia Loren, Monica Vitti, Marina Vlady, Kirk Douglas, Sergej Bondarčuk, Sylvester Stallone.
Na Svetom Stefanu je 1992. odigran meč između šahista Bobbyja Fischera i Borisa Spaskog. Za Fischerom je, zbog kršenja sankcija koje su tada bile uvedene Saveznoj Republici Jugoslaviji, bila raspisana međunarodna tjeralica.

## Hotel
Na istoimenom otočiću nalazi se ljetovalište Sveti Stefan u vlasništvu švicarske tvrtke Aman.

## Turizam
- Fešta od ruštula, manifestacija čiji je cilj očuvanje tradicije Paštrovića i turistička promociju naselja Svetog Stefana.[1][2]

## Stanovništvo (2003)
- 256 Srba
- 109 Crnogoraca
- 11 neizjašnjenih
- 6 Hrvata
- 29 ostalih

Ukupno: 411

## Vanjske poveznice
- O Svetom Stefanu  Arhivirana inačica izvorne stranice od 9. svibnja 2008. (Wayback Machine)
- Slike Svetog Stefana
- Sveti Stefan - turistički vodič